# Wilfried Gröbner
Wilfried Gröbner (n. 18 decembrie 1949, Eilenburg, Republica Democrată Germană, Germania) este un fotbalist, medaliat olimpic. A participat la o ediție a Jocurilor Olimpice (1976) în care a câștigat o medalie de aur.

## Participări
Lista de mai jos prezintă principalele competiții la care a participat Wilfried Gröbner de-a lungul carierei.
- fotbal la Jocurile Olimpice de vară din 1976[*]